# Cher (альбом, 1987)
«Cher» — дев'ятнадцятий студійний альбом американської співачки і акторки Шер, що вийшов 10 листопада 1987 року на лейблі Geffen Records. Альбом отримав платинову сертифікацію в США (RIAA) і золоту у Великій Британії (BPI).

## Про альбом
Через п'ять років після виходу останнього альбому Шер «I Paralyze» і її рішення зосередитися на кінокар'єрі, артистка підписала контракт із лейблом «Geffen Records» (який пізніше поглинув один з її колишніх лейблів, «MCA Records») і незабаром вирушила в студію, щоб записати те, що стало її новим альбомом. Однойменний альбом Шер вийшов восени 1987 року. Платівка була спродюсирована Майклом Болтоном, Джоном Бон Джові, Річі Самборою і Дезмондом Чайлдом. Серед відомих запрошених артистів, були Бонні Тайлер і Дарлін Лав, чиї голоси можна почути у пісні «Perfection».
Після серії поп- і дискозаписів, Шер перейшла до більш сприятливого для радіо року, який допоміг їй повернутися в чарти. Альбом містить нову версію хіта «Bang Bang (My Baby Shot Me Down)», пісню Майкла Болтона «I Found Someone» (спочатку написану і записану Лорою Бреніген), кілька пісень, написаних Десмондом Чайдом і дві пісні, написані Даян Воррен, яка згодом написала цілу серію пісень для співачки. Також до альбому увійшла композиція «Hard Enough Getting Over You» написана за участю самої Шер.
Альбом досяг #26 в британському альбомному чарті і #32 в чарті «Billboard 200». Першим синглом альбому стала пісня «I Found Someone», яка досягла #5 у Великій Британії і #10 в США. Другий сингл «We All Sleep Alone» досяг #14 в чарті «Billboard Hot 100» і опинився поруч з десяткою найкращих пісень в чарті Hot Adult Contemporary Tracks, посівши #11. У Великій Британії він був менш успішний, досягнувши тільки #47. Інші сингли «Skin Deep», «Bang Bang» і «Main Man» вийшли як промо тільки в Північній Америці.
Це був третій альбом співачки, який мав назву «Cher», тому що альбом «Gypsys, Tramps and Thieves» спочатку вийшов під назвою «Cher», а потім був перевиданий після успіху однойменного синглу. Перший студійний альбом співачки під назвою «Cher» вийшов у 1966 році.

## Просування
Альбом був представлений на телешоу «Суботнього вечора в прямому ефірі», де Шер виконала «I Found Someone» і «We All Sleep Alone», а також на «Пізнє шоу з Девідом Леттерманом», виконавши «I Found Someone» і «I Got You Babe». Пізніше цей виступ вийшов на відеокасеті, крім того, це був останній виступ Шер з її колишнім чоловіком Сонні Боно до його смерті. Також альбом просувався на британському телебаченні.

## Список композицій
| #   | Назва                                              | Автор                                       | Тривалість |
| --- | -------------------------------------------------- | ------------------------------------------- | ---------- |
| 1.  | «I Found Someone»                                  | Майкл Болтон, Марк Менголд                  | 3:42       |
| 2.  | «We All Sleep Alone»                               | Десмонд Чайлд, Джон Бон Джові, Річі Самбора | 3:53       |
| 3.  | «Bang Bang» (версія 1987 року)                     | Сонні Боно                                  | 3:51       |
| 4.  | «Main Man»                                         | Чайлд                                       | 3:48       |
| 5.  | «Give Our Love a Fightin' Chance»                  | Чайлд, Даян Воррен                          | 4:06       |
| 6.  | «Perfection» (за участю Бонні Тайлер і Дарлін Лав) | Чайлд, Воррен                               | 4:28       |
| 7.  | «Dangerous Times»                                  | Роджер Бруно, Сьюзан Померанц, Еллен Шварц  | 3:01       |
| 8.  | «Skin Deep»                                        | Джон Лінд, Марк Голденберг                  | 4:16       |
| 9.  | «Working Girl»                                     | Чайлд, Болтон                               | 3:57       |
| 10. | «Hard Enough Getting Over You»                     | Болтон, Даг Джеймс, Шер                     | 3:48       |

Додаткові примітки
- Пісня «I Found Someone» спочатку була записана Лорою Бреніген і з'явилася в її альбомі «Hold Me» (1985).
- Попередньо, пісня «Bang Bang» була записана Шер для її другого студійного альбому «The Sonny Side of Chér» 1966 року.

## Учасники запису
Інформацію надано згідно «AllMusic».
- Пітер Ашер — продюсер (7), перкусія (7)
- Філліп Ешлі — клавішні (1, 10)
- Майкл Болтон — продюсер (1, 10), бек-вокал (3)
- Джон Бон Джові — продюсер (2, 3), бек-вокал (2, 3)
- Джефф Бова — клавішні (1, 10)
- Джиммі Бреловер — ударні (6, 9)
- Девід Браян — клавішні (2, 3), синтезатор (2)
- Розмарі Батлер — бек-вокал (7)
- Том Кедлі — асистент інженера
- Елейн Кесвелл — бек-вокал (4-6, 9)
- Шер — головний артист, головний вокал
- Десмонд Чайлд — продюсер (2-6, 9), бек-вокал (2-4, 9)
- Майкл Крістофер — інженер (1, 10)
- Джордж Ковен — асистент інженера
- Бріджет Дейлі — асистент інженера
- Петті Д'Арсі — бек-вокал (1, 10)
- Джим Дінен — асистент інженера
- Дебра Добкін — бек-вокал (8)
- Майкл Фішер — перкусія (7)
- Кріс Флоберг — асистент інженера
- Грег Фулджініті — оригінальний мастерінг
- Елбні Галатен — ударні, додаткове продюсування (10)
- Сет Глассмен — бас-гітара (4)
- Марк Голденберг — гітара
- Даяна Грасселлі — бек-вокал (3, 6)
- Джиммі Хесліп — бас-гітара (8)
- Джей Хілі — асистент інженера
- Кріс Іска — асистент інженера
- Роб Джейкобс — додатковий інженерінг (2, 3)
- Даг Катсарос — клавішні (1)
- Чак Кентіс — клавішні, синтезатор (4-6, 9), додаткові клавішні (2, 3)
- Дарен Клайн — інженер (8)
- Ларрі Клайн — бас-гітара (7)
- Холлі Найт — бек-вокал (2), додаткові клавішні (3)
- Крейг Крампф — ударні і програмування ударних (8)
- Меттью «Бумер» Ла Моніка — асистент інженера
- Кріс Лейдлов — асистент інженера
- Майкл Ландау — гітара (7)
- Вілл Лі — бас-гітара (1, 10)
- Тоні Левін — бас-гітара (9)
- Джолі Джонс Левін — асистент продюсера (8)
- Джон Лінд — продюсер (8)
- Кен Ломас — асистент інженера
- Дарлін Лав — додатковий головний вокал (6)
- Стів Лакатер — гітара (1)
- Боб Макі — одяг і гардероб
- Грегг Манджафіко — клавішні і синтезатор (5, 6, 9)
- Боб Манн — соло-гітара (7)
- Джеррі Маротта — ударні (4-6, 9)
- Арнольд Маккаллер — бек-вокал (7)
- Джон Маккаррі — гітара (1, 4-6, 10)
- Дейв Менікетті — бек-вокал (3)
- Луїс Мерліно — бек-вокал (2, 4-6, 9)
- Марк Морган — синтезатор, орган Хаммонда (8)
- Ненсі Неш — бек-вокал (2)
- Джин Парчасепе — додатковий інженерінг (6, 9)
- Кріс Паркер — ударні (1)
- Марк Пертіс — додатковий інженерінг (10)
- Білл Пейн — клавішні (7)
- Сер Артур Пейсон — інженер (2-6, 9)
- Френк Пекос — асистент інженера
- Ксаба Петош — інженер (8)
- Джон Патнем — гітара (4, 9)
- Гебріелл Раумбергер — артдиректор, дизайн, тонування
- Шерон Райс — асистент інженера
- Вікі Сью Робінсон — бек-вокал (10)
- Боб Рок — мікшування (2, 3)
- Меттью Ролстон — фотографування
- Річі Самбора — продюсер (2, 3), гітара (2, 3), бек-вокал (2)
- Браян Шойбл — асистент інженера
- Майкл Шмідт — одяг і гардероб
- Берні Шанахан — бек-вокал (2, 3, 9)
- Іра Сігел — гітара (10)
- Джон Сіглер — бас-гітара (5)
- Гері Соломон — асистент інженера
- Кен Стайгер — асистент інженера
- Алек Джон Сач — бас-гітара (2, 3)
- Бетті Сассмен — піаніно (4)
- Девід Тоенер — мікшування (1, 4-6, 8-10)
- Майкл Томпсон — гітара (8)
- Тіко Торрес — ударні (2, 3)
- Тед Трюхелла — асистент інженера
- Джо Лінн Тернер — бек-вокал (2-4, 6, 9)
- Ред Тернер — одяг і гардероб
- Бонні Тайлер — додатковий головний вокал (6)
- Міріам Наомі Волл — бек-вокал (3-6, 9)
- Джон Ван Тонгерен — синтезатор (8), бас-гітара (8)
- Джим Вандзіно — асистент інженера
- Карлос Вега — ударні (7)
- Боб Вогт — асистент інженера
- Ведді Вочтел — гітара (7)
- Даян Воррен — бек-вокал (6)
- Джулія Вотерс — бек-вокал (8)
- Максін Віллард Вотерс — бек-вокал (8)
- Моріс Вайт — вамп-вокал (8)
- Мелані Вілліамс — координація
- Френк Фолф — інженер і мікшування (7)
- Гарі Райт — асистент інженера
- Шеллі Якус — додатковий інженерінг (3)

## Чарти
| Чарт (1987–88)             | Позиція |
| -------------------------- | ------- |
| Австралія (ARIA)           | 26      |
| Канада (RPM)               | 39      |
| Європа (Top 100)           | 80      |
| Швеція (Sverigetopplistan) | 44      |
| Велика Британія (OCC)      | 26      |
| США (Billboard 200)        | 32      |

| Країна/чарт (1988) | Позиція |
| ------------------ | ------- |
| США Billboard 200  | 67      |

## Сертифікації і продажі
| Країна/чарт                                         | Сертифікація | Продано    |
| --------------------------------------------------- | ------------ | ---------- |
| Австралія (ARIA)                                    | Золото       | 35,000^    |
| Велика Британія (BPI)                               | Золото       | 100,000^   |
| США (RIAA)                                          | Платина      | 1,000,000^ |
| ^дані про відвантаження лише на основі сертифікації |              |            |